# Hans Broge
Hans Broge (født 4. december 1822 i Grenaa, død 25. marts 1908 i Aarhus) var en aarhusiansk storkøbmand, Dannebrogsmand, modtager af  ridderkorset, fortjenstmedalje i guld, kommandør af 1. grad.
Hans Broge blev kaldt for Jydernes Kong Hans. Fra 1860’erne og frem til århundrede skiftet var Hans Broge en hovedkraft indenfor Aarhus’ udvikling. 

## Grenå, Meulengracht og Hamborg
Hans Broge blev født i Grenå i 1822; forældrene var skipper Niels Broge og moderen Anne Sofie. Som seksårig mistede Hans Broge sin far i en drukneulykke, hvorefter moderen blev alene med fire børn. 15 år gammel kom Broge i handelslære i Aarhus hos købmand Harboe Meulengracht på Lille Torv.
Efter sin læretid hos Meulengracht-slægten opholdte Broge sig nogle år ved et tysk handelshus i Hamborg efterfulgt af en tid som kommis i Randes. I 1847 vendte Broge tilbage til Aarhus, hvor han etablerede sig som selvstændig købmand i Mindegade 8. Grundet sine tyske forbindelser gennem sin bror Henrik, der var købmand i Hamborg, kunne Broge fortsætte sin handelsvirksomhed under de tyske belejringer i 1849 og i 1864. Krigen i 1864 viste sig på flere måder at give Hans Broge en fordel i forhold til sine konkurrenter. Samme år blev han valgt til byrådet med 205 af de i alt 214 afgivne stemmer, og i 1866 var Broge byens største skatteyder med 790 rigsdaler og 60 skilling.

## Smøreksport til England
Efter 1864 vendte Hans Broge sin opmærksomhed mod England, hvor han i stor stil kom til at eksportere landbrugsvarer - primært smør, til gengæld for kul og andre råstoffer. Det danske smør havde dog ikke noget godt omdømme i udlandet, hvilket Hans Broge satte sig for at gøre noget ved. I denne mission havde han en allieret i sin svigersøn Otto Mønsted, grundlæggeren af OMA-margarine – også ofte omtalt som prins Otto. Sammen lagde de kræfter i at få uddannet landmændene, for derigennem at højne smørkvaliteten, og i 1868 introducerede de vintersmør for de danske landmænd ved en stor udstilling. Samtidigt startede Broge en import af kraftfoder, så køerne kunne blive fodret godt vinteren igennem, og derved producere mere og bedre smør året rundt. 
Smøreksporten til England blev en stor succes og Broge blev en pioner indenfor landbrugseksporten til England. Aarhus’ position som førende jysk handelsby blev efterhånden slået fast, og Aarhus Havn måtte gennemgå flere udvidelser for at kunne håndtere den stigende mængde af handelsskibe, der lagde til havnen. Hans Broge kom også til at sætte et mere direkte præg på skibsdriften. Selv ejede han fire handelsskibe, opkaldt efter familiemedlemmer. Derudover blev Broge i 1860’erne medstifter af Jysk-Engelsk Dampskibsselskab og Dampskibsselskabet Aarhus-København. Ligeledes fik Broge indflydelse på landtransporten. I 1877 var han med til at oprette Aarhus-Ryomgårdbanen, ligesom han også var aktiv indenfor oprettelsen af Aarhus-Odderbanen. 
Af andre virksomheder som Hans Broge var medstifter af kan nævnes Aarhus Svineslagteri, Aarhus Palmekærnefabrik, der senere blev til Aarhus Oliefabrik og Korn- og Foderstof Kompagniet. Herudover ejede Broge selv flere virksomheder, blandt andet et par teglværker.

## Handlingens mand
Ud over at være en driftig købmand var Hans Broge, som de fleste andre af byens ledende borgere, også involveret i politik. I 1865 blev Hans Broge valgt til rigsrådet. Medlemskabet blev dog en kort fornøjelse, da rigsrådet allerede året efter blev opløst.
Aarhus Byråd kom Hans Broge derimod til at sætte et større præg på. Første gang han blev valgt til byrådet var i 1857 og her sad indtil 1869, hvorefter han ikke ønskede at genopstille. Sigende for Broges popularitet var at selv efter, at han havde annonceret, at han ikke genopstillede, var der folk der stemte på ham. Hans Broges afgang fra byrådet betød langt fra, at han var færdig med at blande sig i aarhusiansk politik.
I 1879 skulle byrådet genforhandle sin kontrakt med det engelskejede ’Det danske gaskompagni’, som drev gasværket i Aarhus. Parterne kunne ikke blive enige om betingelserne for den nye kontrakt, så byrådet overvejede i stedet at opføre sit eget gasværk. Hans Broge, som på dette tidspunkt ikke længere sad i byrådet, havde dog en anden løsning på problemet. Egenhændigt købte han for en sum af 350.000 kr. gasværket, og tilbød byrådet at købe det af ham for samme sum. Hvis byrådet afslog det generøse tilbud, ville han selv drive værket – det gjorde de ikke.
Omkring 1880 var Hans Broge raget uklar med byens skattevæsen, som mente, han skyldte byen 14.000 kr. 5. maj 1881 modtog byrådet et brev fra Hans Broge, hvor han skrev, at betingelsen for tilbagebetalingen af de 14.000 kr. var, at to projekter skulle realiseres. Det ene projekt var etableringen af Skt. Clemens Bro, mens det andet projekt var en jernbaneforbindelse mellem Aarhus og Odder. Den eneste betingelse var, at der skulle forelægge afsluttende kontrakter på begge projekter inden for et år. Til gengæld ville Hans Broge donere 10.000 kr. til opførslen af Skt. Clemens Bro. Da byens pengekasse var noget slunken efter købet af gasværket, tog byrådet i mod Hans Broges tilbud. Både Odderbanen og Skt. Clemens Bro kunne indvies i 1884.

## En sparsommelig konge
Selv om Hans Broge gik under tilnavnet Kong Hans, var der ikke meget konge over Hans Broges udseende. På fødderne havde han som regel lange træskostøvler og mens en grov jakke dækkede kroppen. ”Der leves over Evne i Stat, Kommune og i Privatlivet i Danmark” var et udtryk Broge, ifølge Århus Stiftstidende, ofte benyttede. Efter Broges død kunne man i Stiften læse om Hans Broges økonomiske vanskeligheder i 1880’erne. Det store københavnske firma Mohr & Kjær gik bankerot, og med sig tog de en masse handelshuse landet over. Broge blev hårdt ramt af dette, men klarede sig ifølge Stiften igennem ved at skære kraftigt ned på udgifterne, og personligt rejse ud til kunderne. Rejserne foregik på 3. klasse og måltider blev indtaget ved de billige jernbanerestauranter, frem for de fine og dyre hoteller.

## Hans Broges arv
Hans Broge døde 25. marts 1908. At Broge var en populær mand, kan man blandt andet se ved opbuddet af mennesker der var kommet for at følge Broge på sin sidste færd fra domkirken til Nordre Kirkegård. 
I byrådet blev Hans Broge hyldet med følgende ord fra borgmester Drechsel: ”Hans Broges Virksomhed strakte sig langt ud over Byens Grænser, og Jylland, ja hele Landet stod i Taknemmelighedsgæld til ham … Broges Navn vilde stedse være knyttet til Aarhus Bys Historie…”. Også Århus Stiftstidende hyldede Broge med følgende: "…med Hans Broge begraver vi Høvdingen fra en Tidsperiode, der nu er Fortid; Sørgefesten i Dag er Tegnet paa, at Døren er lukket i bag et historisk Affsnit i vort Folkeliv, et ejendommeligt, stærkt personlig præget Afsnit, hvor det var de Enkelte, der ragede op over Mængden og satte Mærke på Tiden."
Men Hans Broge blev også hyldet, mens han levede. Allerede i 1860’erne dukker tilnavnet Kong Hans frem og ved Broges sølvbryllup med hustruen Inger Kirstine i oktober 1874 flagede hele byen for parret. 
 I 1901 fik den 78-årige Hans Broge opkaldt den nyanlagte vej på Frederiksbjerg fra Sankt Pauls Kirke til Dalgas Avenue efter sig. I 1910, to år efter Broges død, blev en statue af Hans Broge udført af billedhuggeren Axel Hansen rejst ved Tietgens Plads, således at Broge den dag i dag står og skuer ud over sin egen gade.
Også i Brabrand kan man i dag se spor efter Hans Broge. Området som i dag kaldes Hans Broges bakker var tidligere hjemsted for Hans Broges sommerbolig. På den tilhørende grund fik Broge anlagt et stort anlæg, som han i 1901 skænkede kommunen. Området blev efterfølgende benyttet som festplads. 
Hans Broges villa blev nedrevet i 1987, men til gengæld kan man stadigt finde Hans Broges Vej i Brabrand.
Et af de sidste ruteskibe på DFDS-ruten København-Aarhus,  der sejlede mellem Aarhus og København fra 1939 til 1969 hed Hans Broge